# Exhibition Road
Exhibition Road è una strada di Londra, nel quartiere di South Kensington, su cui si affacciano alcuni dei principali musei cittadini.
La strada è considerata la principale arteria londinese d'interesse culturale, tra le più percorse di Londra da circa 11 milioni di visitatori. 
È stata tracciata nel 1851 durante la Grande esposizione di Londra del medesimo anno, da cui la strada prende il nome, all'interno di Hyde Park, nella zona conosciuta come Albertopolis. La strada è nota per la presenza di numerosi musei e luoghi di cultura quali il Victoria and Albert Museum, il Museo della scienza, Museo di storia naturale, Royal Albert Hall, Imperial College London, la Royal Geographical Society e il Goethe-Institut. 
Nel 2011, un anno prima delle olimpiadi che si sono svolte nella capitale britannica, l'infrastruttura ha subìto una rilevante opera di riqualificazione.